# Grand Prix moto de France 1995
Le Grand Prix moto de France 1995 est la huitième manche du championnat du monde de vitesse moto 1995. La compétition s'est déroulée le 9 juillet 1995 sur le circuit Bugatti au Mans. C'est la 66e édition du Grand Prix moto de France.En Marge de ce GP, le vendredi soir a eu lieu le concert de Joe Cocker en marge de sa tournée 1995.

## Résultats des 500 cm³
| Pos  | Pilote               | Moto          | Temps           | Points |
| ---- | -------------------- | ------------- | --------------- | ------ |
| 1    | Mick Doohan          | Honda         | 46 min 10 s 991 | 25     |
| 2    | Luca Cadalora        | Yamaha        | +21 s 923       | 20     |
| 3    | Daryl Beattie        | Suzuki        | +23 s 607       | 16     |
| 4    | Shinichi Itoh        | Honda         | +39 s 623       | 13     |
| 5    | Alex Barros          | Honda         | +51 s 700       | 11     |
| 6    | Scott Russell        | Suzuki        | +1 min 19 s 276 | 10     |
| 7    | Jeremy McWilliams    | Yamaha        | +1 min 20 s 553 | 9      |
| 8    | Neil Hodgson         | ROC Yamaha    | +1 min 32 s 235 | 8      |
| 9    | Toshiyuki Arakaki    | Harris Yamaha | +1 min 39 s 228 | 7      |
| 10   | Laurent Naveau       | Yamaha        | +1 min 39 s 421 | 6      |
| 11   | Adrien Bosshard      | ROC Yamaha    | +1 min 40 s 461 | 5      |
| 12   | Frédéric Protat      | ROC Yamaha    | +1 tour         | 4      |
| 13   | Marc Garcia          | ROC Yamaha    | +1 tour         | 3      |
| 14   | Bernard Haenggeli    | ROC Yamaha    | +1 tour         | 2      |
| 15   | Philippe Monneret    | ROC Yamaha    | +1 tour         | 1      |
| 16   | Bruno Bonhuil        | ROC Yamaha    | +1 tour         |        |
| 17   | Scott Gray           | Harris Yamaha | +1 tour         |        |
| Abd. | Sean Emmett          | Harris Yamaha | Abandon         |        |
| Abd. | Marco Papa           | ROC Yamaha    | Abandon         |        |
| Abd. | Lucio Pedercini      | ROC Yamaha    | Abandon         |        |
| Abd. | Cristiano Migliorati | Harris Yamaha | Abandon         |        |
| Abd. | Bernard Garcia       | ROC Yamaha    | Abandon         |        |
| Abd. | James Haydon         | Harris Yamaha | Abandon         |        |
| Abd. | Norifumi Abe         | Yamaha        | Abandon         |        |
| Abd. | Jean-Pierre Jeandat  | Paton         | Abandon         |        |
| Abd. | Juan Borja           | ROC Yamaha    | Abandon         |        |
| Abd. | Eugene McManus       | Harris Yamaha | Abandon         |        |
| Abd. | Loris Reggiani       | Aprilia       | Abandon         |        |
| Abd. | Alex Criville        | Honda         | Abandon         |        |

## Résultats des 250 cm³
| Pos  | Pilote                | Moto    | Temps           | Points |
| ---- | --------------------- | ------- | --------------- | ------ |
| 1    | Ralf Waldmann         | Honda   | 43 min 39 s 063 | 25     |
| 2    | Max Biaggi            | Aprilia | +0 s 551        | 20     |
| 3    | Tadayuki Okada        | Honda   | +7 s 175        | 16     |
| 4    | Carlos Checa          | Honda   | +12 s 907       | 13     |
| 5    | Tetsuya Harada        | Yamaha  | +25 s 999       | 11     |
| 6    | Kenny Roberts Jr      | Yamaha  | +28 s 457       | 10     |
| 7    | Luis d'Antin          | Honda   | +29 s 217       | 9      |
| 8    | Jean-Philippe Ruggia  | Honda   | +30 s 108       | 8      |
| 9    | Olivier Jacque        | Honda   | +40 s 453       | 7      |
| 10   | Eskil Suter           | Aprilia | +46 s 661       | 6      |
| 11   | Jean-Michel Bayle     | Aprilia | +48 s 237       | 5      |
| 12   | Jurgen Fuchs          | Honda   | +48 s 500       | 4      |
| 13   | Patrick vd Goorbergh  | Aprilia | +50 s 793       | 3      |
| 14   | Jurgen vd Goorbergh   | Honda   | +1 min 00 s 231 | 2      |
| 15   | Alessandro Gramigni   | Honda   | +1 min 14 s 121 | 1      |
| 16   | Adolf Stadler         | Aprilia | +1 min 28 s 644 |        |
| 17   | Luis Maurel           | Honda   | +1 min 31 s 803 |        |
| 18   | Gregorio Lavilla      | Honda   | +1 min 34 s 599 |        |
| 19   | Niall Mackenzie       | Aprilia | +1 min 36 s 137 |        |
| 20   | Olivier Petrucciani   | Aprilia | +1 min 37 s 617 |        |
| 21   | Florian Ferracci      | Aprilia | +1 min 48 s 209 |        |
| Abd. | Miguel Angel Castilla | Yamaha  | Abandon         |        |
| Abd. | Pere Riba             | Aprilia | Abandon         |        |
| Abd. | Sadanori Hikita       | Honda   | Abandon         |        |
| Abd. | Bernd Kassner         | Aprilia | Abandon         |        |
| Abd. | Regis Laconi          | Honda   | Abandon         |        |
| Abd. | Doriano Romboni       | Honda   | Abandon         |        |
| Abd. | José Luis Cardoso     | Aprilia | Abandon         |        |
| Abd. | Nobuatsu Aoki         | Honda   | Abandon         |        |
| Abd. | Takeshi Tsujimura     | Honda   | Abandon         |        |

## Résultats des 125 cm³
| Pos  | Pilote             | Moto    | Temps           | Points |
| ---- | ------------------ | ------- | --------------- | ------ |
| 1    | Haruchika Aoki     | Honda   | 42 min 52 s 844 | 25     |
| 2    | Dirk Raudies       | Honda   | +1 s 045        | 20     |
| 3    | Peter Öttl         | Aprilia | +1 s 652        | 16     |
| 4    | Akira Saito        | Honda   | +7 s 504        | 13     |
| 5    | Tomomi Manako      | Honda   | +8 s 002        | 11     |
| 6    | Stefano Perugini   | Aprilia | +9 s 559        | 10     |
| 7    | Emilio Alzamora    | Honda   | +9 s 802        | 9      |
| 8    | Masaki Tokudome    | Aprilia | +10 s 007       | 8      |
| 9    | Yoshiaki Katoh     | Yamaha  | +10 s 524       | 7      |
| 10   | Herri Torrontegui  | Honda   | +13 s 757       | 6      |
| 11   | Hideyuki Nakajo    | Honda   | +20 s 168       | 5      |
| 12   | Kazuto Sakata      | Aprilia | +26 s 688       | 4      |
| 13   | Tomoko Igata       | Honda   | +29 s 193       | 3      |
| 14   | Oliver Koch        | Aprilia | +32 s 018       | 2      |
| 15   | Gabriele Debbia    | Yamaha  | +32 s 396       | 1      |
| 16   | Luigi Ancona       | Honda   | +32 s 696       |        |
| 17   | Manfred Geissler   | Aprilia | +41 s 900       |        |
| 18   | Vittorio Lopez     | Aprilia | +48 s 524       |        |
| 19   | Takehiro Yamamoto  | Honda   | +1 min 00 s 308 |        |
| 20   | Stefan Kurfiss     | Yamaha  | +1 min 16 s 779 |        |
| 21   | Hiroyuki Kikuchi   | Honda   | +1 min 21 s 616 |        |
| 22   | Stefano Cruciani   | Aprilia | +1 min 47 s 262 |        |
| 23   | Bertrand Stey      | Honda   | +2 min 14 s 284 |        |
| Abd. | Gianluigi Scalvini | Aprilia | Abandon         |        |
| Abd. | Yoshiyuki Sugai    | Honda   | Abandon         |        |
| Abd. | Frédéric Petit     | Honda   | Abandon         |        |
| Abd. | Massimo d'Agnano   | Aprilia | Abandon         |        |
| Abd. | Josep Sarda        | Honda   | Abandon         |        |
| Abd. | Ken Miyasaka       | Honda   | Abandon         |        |
| Abd. | Stefan Prein       | Yamaha  | Abandon         |        |
| Abd. | Cristophe Rochel   | Honda   | Abandon         |        |
| Abd. | Eric Mizera        | Aprilia | Abandon         |        |
| Abd. | Noboru Ueda        | Honda   | Abandon         |        |
| Abd. | Jorge Martínez     | Yamaha  | Abandon         |        |